# Ball Grid Array
Ball Grid Array (BGA, engl.), zu deutsch Kugelgitteranordnung, ist eine Gehäuseform von Integrierten Schaltungen, bei der die Anschlüsse für SMD-Bestückung kompakt auf der Unterseite des Bauelements liegen.

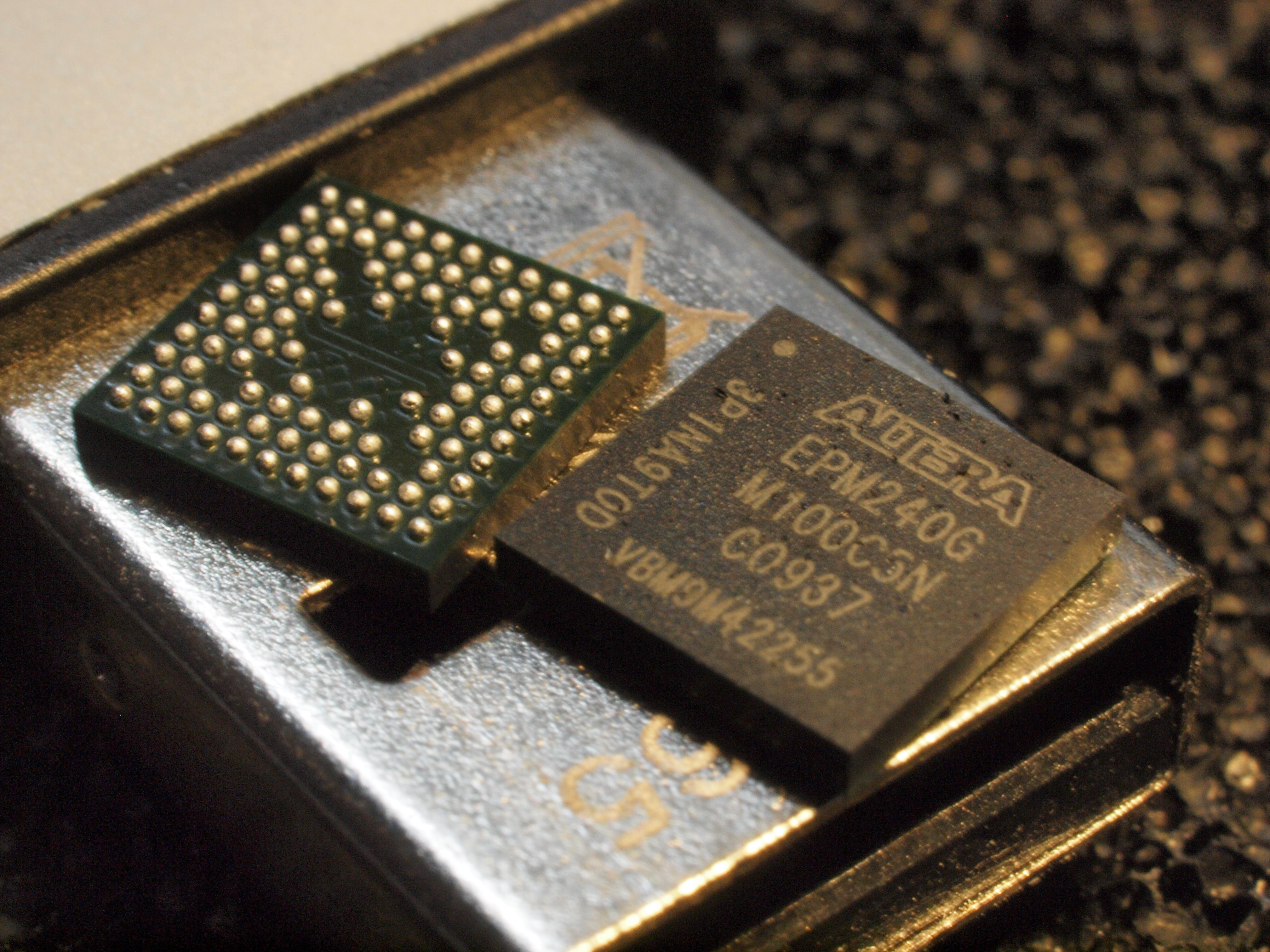
Zwei CPLDs in MBGA-Bauweise auf einem USB-Stecker. Gut zu erkennen sind die Lotperlen mit einem Abstand von 0,5 mm.

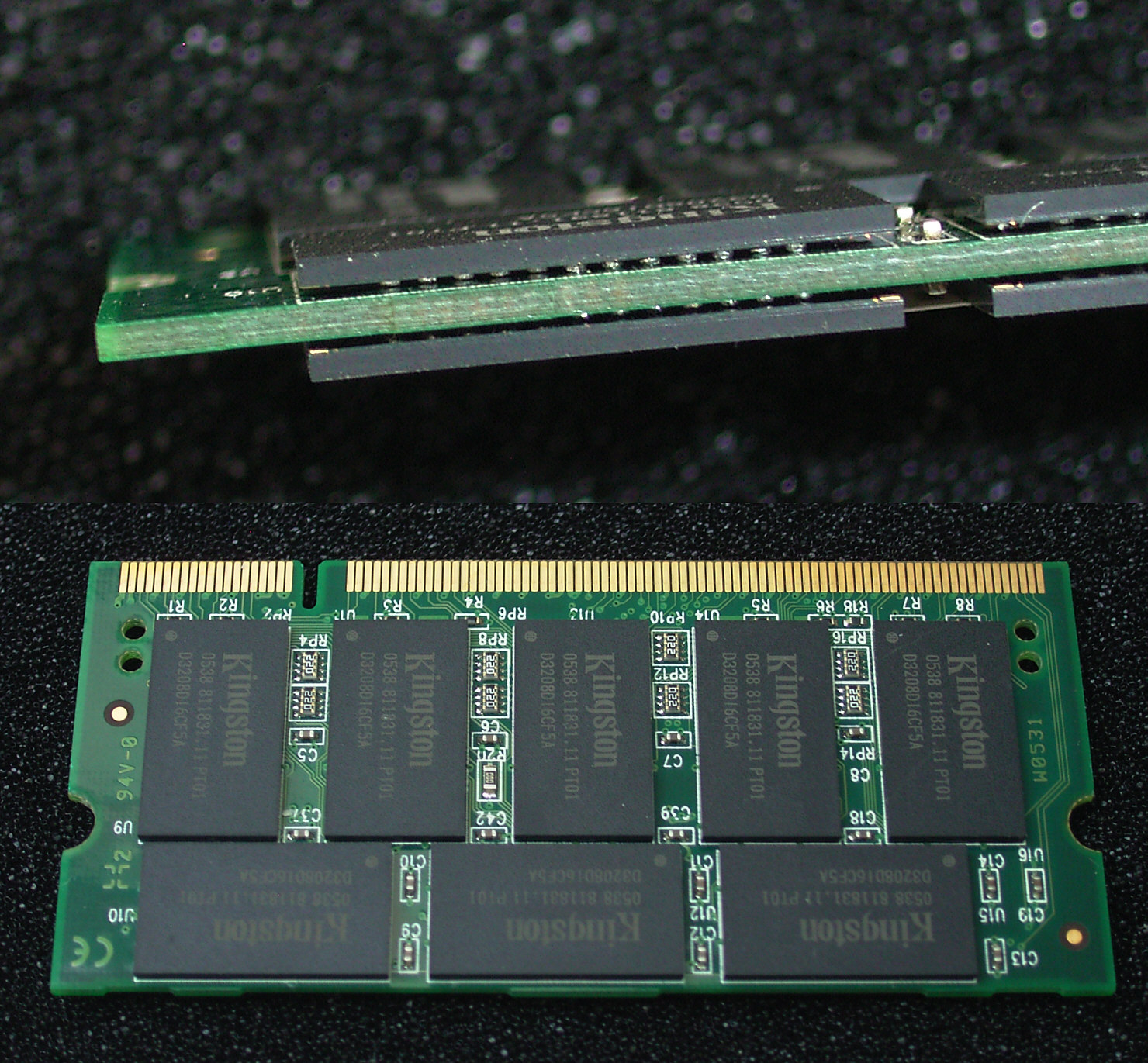
Beidseitig bestückte Platine in BGA-Technik

Kontaktierungsschema

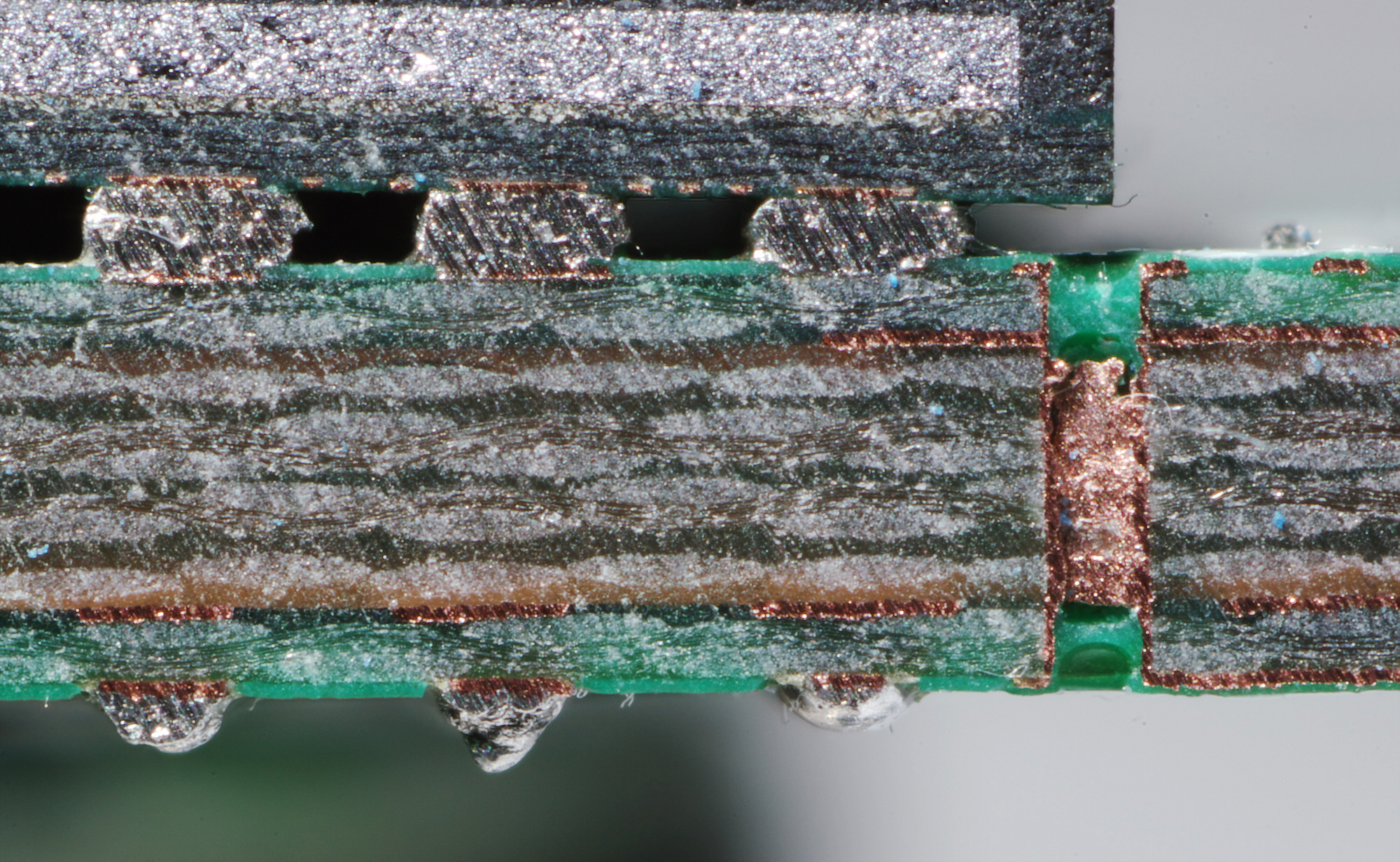
Schnitt durch ein Multilayer-PCB mit aufgelötetem BGA-Chip

Die Anschlüsse sind kleine Lotperlen (engl. balls), die nebeneinander in einem Raster (engl. grid) aus Spalten und Zeilen stehen. Diese Perlen werden beim Reflow-Löten in einem Lötofen aufgeschmolzen und verbinden sich mit den Kontaktpads auf der Leiterplatte.
Diese Bauform stellt eine Lösung des Problems der Unterbringung einer sehr großen Zahl von Anschlüssen auf einem Bauteil dar. Im Unterschied zu Dual in-line-Bauformen können die Pins in mehreren Reihen angeordnet und so deren Zahl vervielfacht werden. Gegenüber Pin-Grid-Arrays erlauben BGA eine etwa doppelt so hohe Anschlussdichte.
Die Chips können trotz der flächigen Verlötung z. B. mit Heißluft wieder von der Leiterplatte entfernt (ausgelötet) werden, ohne Schaden zu nehmen. Die Chips werden ggf. anschließend von den alten Lotperlen befreit (entlotet, engl. deballing), gereinigt und mit neuen Lotperlen bestückt (Neubeperlung, engl. reballing). Sie können anschließend wieder auf eine neue Leiterplatte gelötet werden. Diese Technik kann auch verwendet werden, um bei der Reparatur von Leiterplatten defekte Chips auszutauschen. Allerdings ist dafür, verglichen mit herkömmlichen Bauformen, großes Geschick und geeignetes Werkzeug notwendig.

## Vorteile
Die Vorteile der BGAs liegen im Bereich des nur sehr geringen Platzbedarfs, der guten Wärmeabführung der entstandenen Verlustleistung im Bauelement zur Leiterplatte hin und der geringen Impedanz durch kurze Anschlüsse zur Leiterplatte hin. Weiterhin haben BGA-Strukturen beim Reflow-Löten eine Selbstzentrierung, wenn die maximale Verschiebung zwischen Ball und Pad unter 50 % der Strukturbreite beträgt. In diesem Fall zentriert sich der BGA durch die Oberflächenspannung des Lots. Weiterhin besitzen BGAs den Vorteil, dass Manipulationen an sicherheitsrelevanten Schaltungen sowie Nachahmung aufgrund der notwendigen speziellen Löttechnik erschwert werden.

## Nachteile
Neben den oben beschriebenen Vorteilen besitzen BGAs entscheidende Nachteile, die bei einer Verwendung dieser Gehäuseform besonders berücksichtigt werden müssen. Hierzu zählt beispielsweise die Inspektion und Reparatur der Lötstellen. Neben Röntgen- und Ultraschallverfahren ist die direkte visuelle Inspektion nur eingeschränkt möglich. Zusätzlich werden mechanische Spannungen der Leiterplatte stärker auf das Bauteil übertragen als bei bedrahteten Bauteilen oder bei Bauelementen mit Gull-Wing-Anschlüssen der Pins. Weiterhin sind diese Bauelemente nur mit spezieller Ausrüstung (geregelter Lötofen) sicher lötbar. Zusätzlich sind die Inbetriebnahme, Messungen und Reparaturen deutlich erschwert, da die Anschlüsse schwerer zugänglich sind.
Viele moderne Halbleiter werden nur noch im BGA-Gehäuse gefertigt, und für Hobbyelektroniker sind BGAs sehr schwierig bis nicht verarbeitbar. Zudem lassen sich BGAs nur auf Multilayer-Platinen sinnvoll einsetzen.
Multilayer-Platinen sind teuer, wenn man sie als Einzelstück oder Kleinserie bei einem Leiterplattenfertiger herstellen lässt. Durch günstige Anbieter in Asien wurden mehrlagige Platinen zunehmend erschwinglicher, wodurch diese auch im Hobbybereich interessant werden.
Als Notlösung bietet es sich für Hobby-Elektroniker an, den BGA umgekehrt auf die Platine zu kleben und die Anschlüsse mit dünnen Kupferlackdrähten zu kontaktieren.

## Typen
Beispiele verschiedener BGA-Typen:
- BGA – Raster 0,7 mm – 2,5 mm
- FBGA – Fine BGA, auch Fine Pitch BGA (JEDEC-Standard[1]) und Fine Line BGA beim Hersteller Altera, BGA-Package mit verringertem Lötpunktabstand (0,5 mm – 0,7 mm)
- MBGA – Micro Fine Line BGA Raster 0,5 mm[2]
- VFBGA – Very Fine BGA, Raster < 0,5 mm
- FCBGA – Flip Chip BGA
- CBGA – Ceramic Ball Grid Array, wie BGA im Keramikgehäuse
- CSP – Chip Scale Package, kein BGA gehört zu den LLPs (Lead Less Chipcarrier)
- LFBGA – Low-profile Fine-pitch Ball Grid Array
- PoP – Package-on-Package. Dabei werden zwei Ball Grid Arrays übereinander bestückt.

## Prüfen von BGAs
Zum Prüfen von BGA-Schaltungen benötigt man lösbare Adapter, Fassungen oder zum Beispiel Starrnadeladapter (Kontaktieren von Padstrukturen bis herab zu einem Pitch von 150 µm).

## Verwandte Bauformen
- Land Grid Array
- Ceramic Column Grid Array
- Embedded Wafer Level Ball Grid Array